# Apogonia metallescens
Apogonia metallescens är en skalbaggsart som beskrevs av Moser 1910. Apogonia metallescens ingår i släktet Apogonia och familjen Melolonthidae. Inga underarter finns listade i Catalogue of Life.